# Frasco
Frasco (in dialetto ticinese Frasch) è una frazione del comune svizzero di Verzasca, nel distretto di Locarno.

## Geografia fisica

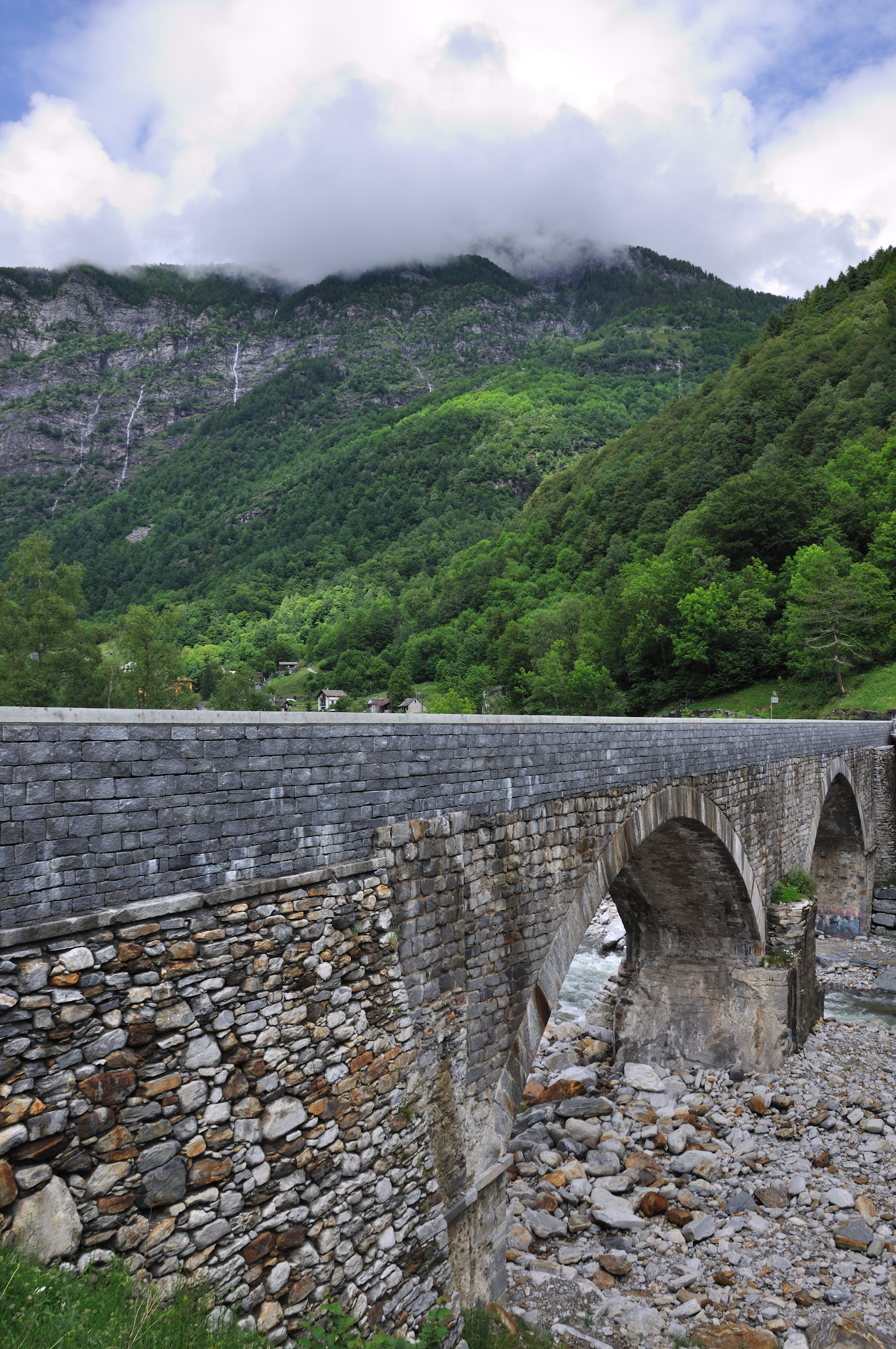
Ponte in pietra sul fiume Verzasca

Frasco è posto sul lato sinistro della valle Verzasca; il territorio patriziale comprendeva il laghetto alpino Efra e i laghetti alpini Barone e Porchieirsc.

## Storia
Il comune di Frasco stato istituito nel 1843 con la divisione del comune soppresso di Frasco-Sonogno nei nuovi comuni di Frasco e Sonogno.
La sera dell'11 febbraio 1951, una valanga investì la frazione di Cortasciö e la zona circostante alla chiesa di Frasco (che risultò coperta di neve fino all'altezza dell'orologio del campanile), provocando cinque vittime e danneggiando - complessivamente - una trentina di edifici.
Nel 2020 il comune perse la sua autonomia confluendo nel nuovo comune di Verzasca.

## Monumenti e luoghi d'interesse

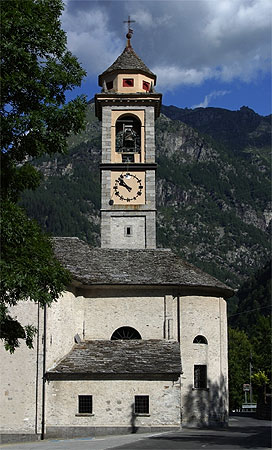
La chiesa di San Bernardo d'Aosta

- Chiesa di San Bernardo d'Aosta, del XIV secolo[5];
- Capanna d'Efra a 2 039 m s.l.m.;
- Rifugio Costa a 1 941 m s.l.m., di proprietà del patriziato[senza fonte].

## Società

### Evoluzione demografica
L'evoluzione demografica è riportata nella seguente tabella:
Abitanti censiti